# محطة ايفانباه للطاقة الشمسية

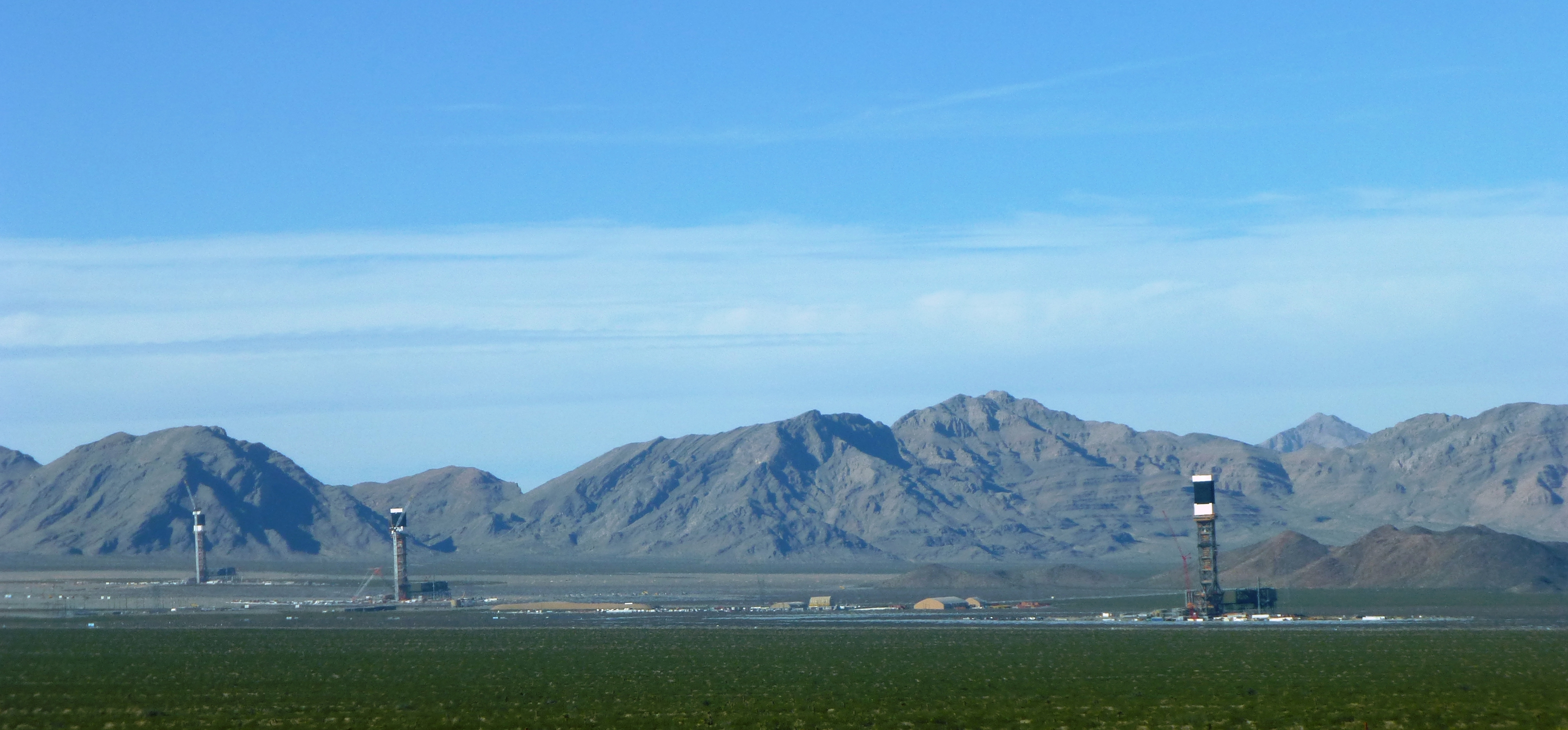
محطة إيفانباه لتوليد الكهرباء من الطاقة الشمسية بالقرب من لاس فيجاس. المشروع على مساحة 4000 فدان.

محطة إيفانباه للطاقة الشمسية  (بالإنجليزية: Ivanpah Solar Electric Generating System)‏ هو أكبر مشروع في العالم في الوقت الحاضر لتوليد الطاقة الكهربائية من الطاقة الشمسية. تبنى المحطة حاليا في صحراء موجافي بكاليفورنيا وتبعد نحو 60 كيلومتر من مدينة لاس فيجاس بالولايات المتحدة الأمريكية. تبلغ القدرة الكلية للمحطة 392 ميجاواط. تتكون من 3 أبراج يبلغ ارتفاع كل برج منها 150 متر، تسلط عليها أشعة الشمس المنعكسة على 347.000 مرآة مسطحة وتتركز على خزان للمياه على قمة كل برج. يقوم بتنفيذ المشروع شركة «برايت سورس إنرجي» الإسرائيلية بالتعاون مع «مؤسسة بختل» الأمريكية.
بدأ البرج الأول في توليد الكهرباء في يونيو 2013 . يقوم بتسخينه 173.000 مرآة موزعة في مساحة قدرها نحو 1300 فدان (مساحة المشروع الكلية 4000 فدان لتغذية ثلاثة أبراج). تقوم الاشعة الشمسية المسلطة على البرج بتسخين الماء إلى درجة حرارة عالية تحت ضغط عالي، فيتحول إلى بخار.
. يوجه البخار إلى توربين بخاري ومولد كهربائي من نوع SST-900 من شركة «سيمنس» الألمانية، ينتج 123 ميجاواط. بدأ حاليا هذا البرج في إنتاج الكهرباء ومن المنتظر أن يتم المشروع كله قبل نهاية عام 2013 .
أفتتحت المحطّة نهار الخميس 13 شباط 2014، بطاقة إنتاج كلّية (للأبراج الثلاثة) تبلغ 392 ميجاواط، تكفي لتغذية 140.000 بيت بالكهرباء،
تكلف مشروع إيفانباه نحو 2.2 مليار دولار أمريكي واستغرق بناؤه نحو 4 سنوات.

## أبراج الطاقة
يحيط كل برج 173.000 من المرايا المسطحة تركز ضوء الشمس على خزان المياه الموجود اعلاه. يبلغ ارتفاع البرج نحو 150 متر، وينتج 130 ميجاواط، تكفي لإمداد نحو 30.000 بيت بالتيار الكهربائي. يستمر عمل المحطة عدة ساعات بعد غروب الشمس من الحرارة المخزونة في البرج، كما يستعان بخزانات أملاح منصهرة لتخزين الحرارة، فتقوم بإنتاج الكهرباء أثناء الليل أيضا.

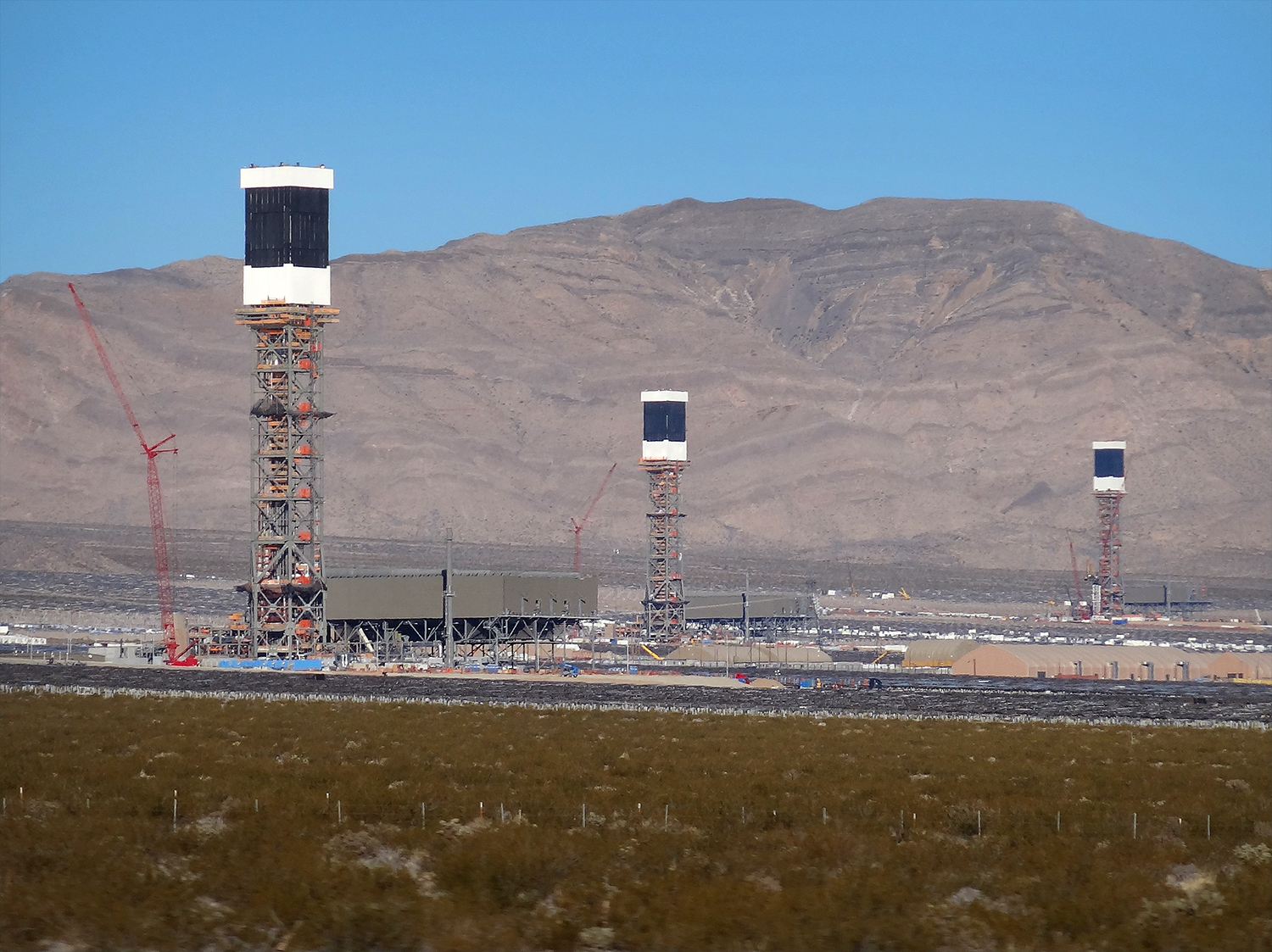
الثلاثة ابراج وتحيطها المرايا على الأرض.

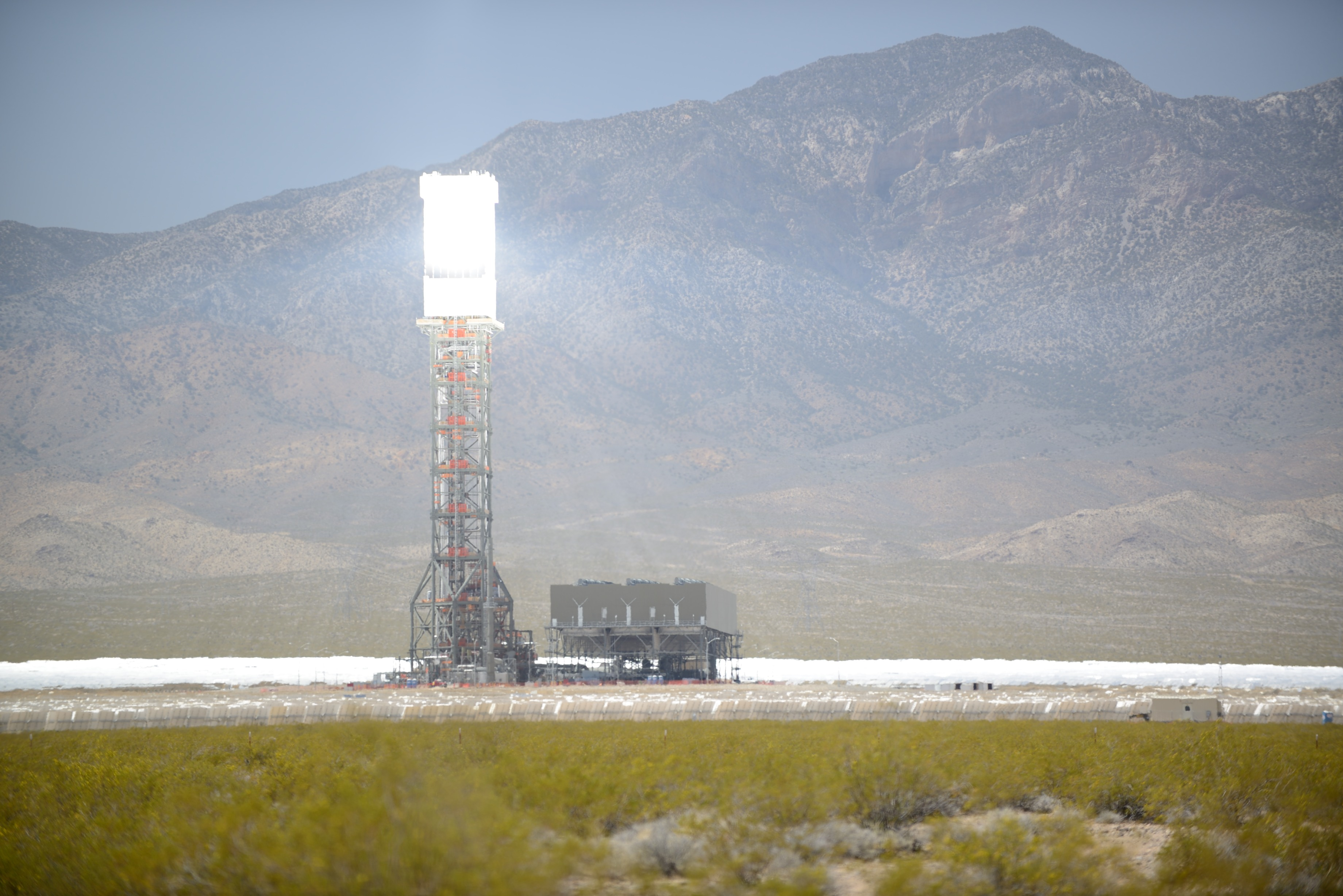
البرج الأول أثناء التشغيل.

## اقرأ أيضا
- محطة مورا للطاقة الشمسية
- قوة شمسية
- خلية شمسية
- خلية ضوئية جهدية متعددة الوصلات
- ظاهرة كهروضوئية
- لوح ضوئي
- مصفوف ضوئي جهدي
- تأثير ضوء جهدي
- خلية ضوئية جهدية
- محطات طاقة شمسية جهدية
- محطة فالدبولينتز للطاقة الشمسية